# دراسات ثقافية جسدية
تشمل الدراسات الثقافية الجسدية (PCS) تشمل المجال مختلف المحاور من الأعمال العلمية التي يجمعها الالتزام باستخدام أبعاد أو تعبيرات مختلفة للأجساد النشطة أو الثقافة الجسدية (أندروز وسيلك 2011). وفي هذا السياق ينظر إلى الثقافة الجسدية بأنها «الممارسات الثقافية حيث يتم تمثيل الجسد المادي، طريقة الحركة، لها دلالات مرتبطة بها ومفعمة بالقوة» (فيرتنسكي، مقتبسة في سيك وأندروز، 2011) وترتبط الدراسات الثقافية الجسدية ارتباطًا وثيقًا بمجالات علم الاجتماع الرياضي والدراسات الثقافية وعلم الاجتماع الجسدي وعلم حركات الجسم الثقافية ودراسات ثقافة الجسد.

## الوصف

### المحور التجريبي
يغلب على الدراسات الثقافية الجسدية الاهتمام بدراسة الجسد النشط. فالهدف من هذا المحور هو النظر في الجوانب المسلمة من حركة الإنسان والتجسيد بطريقة تجعل التقسيمات الاجتماعية واضحة وقابلة للتغيير (الطبقة والنوع والعرق والقدرة والجيل والجنس والأمة والعنصر) وكذلك الآليات التي تنتج تلك التقسيمات وتعيد إنتاجها وتنازعها. وفي هذا الصدد، نجد أن الجانب «الجسدي» يقع في بؤرة اهتمام الدراسات الثقافية الجسدية. ومن ثم، فإن هذا المحور التجريبي (وما يستتبعه من شمول النطاق) هو الذي يميز الدراسات الثقافية الجسدية عن المجالات الأخرى مثل علم الاجتماع الرياضي. ويرجع ذلك إلى أن علماء الدراسات الثقافية الجسدية قد اتخذوا أنماط الثقافة الجسدية لتكون محور دراساتهم - جميع الأنماط المتعددة والمختلفة، «المشروعة» بطريقة أو بأخرى، والشهيرة والناشئة والمرتبطة بالعمل أو الترفيه. وتضم مجالات الدراسة: التدريبات والصحة والرقص والترفيه والتسلية واللياقة وأنشطة الحياة اليومية والأنشطة المرتبطة بالعمل.

### مشكلة السياق
يعد السياق وتحديد السياق من الأمور الحيوية في الدراسات الثقافية الجسدية عند تحليل تلك الأنشطة. فبالفعل، كيف يمكن فهم الممارسة الثقافية دون الإشارة إلى جميع العوامل المحيطة بها والتدفقات والآليات والعناصر الفاعلة والمؤسسات التي تتعامل معها؟ فعلى وجه التحديد، يعمل باحثو الدراسات الثقافية الجسدية مثلاً على تعريف وفهم العلاقات السياسية والاقتصادية والاجتماعية والتقنية المعقدة التي أحاطت بالحدث من أجل فهم الثقافة الجسدية باعتبارها ذات صلة.

### التغير الاجتماعي
يرى العاملون في مجال الدراسات الثقافية الجسدية أن البحث في الثقافة الجسدية أو فهمها لا يكون ذا أهمية كبيرة ما لم يحدث فرقًا في العالم. ومن ثم فإن فكرة البحث «عديم القيمة» غير مقبولة في هذا المجال. فبدلاً من ذلك، فإن القيمة المثالية السائدة هنا هي الحزبية. ويرتبط هذا المنظور بنواحٍ متعددة في دراسة الدراسات الثقافية الجسدية التي تختلف عن الإطار الأكاديمي «العام». فمثلاً، تهتم الدراسات الثقافية الجسدية بالرعاية والمجتمع التي يستحوذ فيها التعليم العام على أهمية كبيرة. كما تهدف تلك الدراسات إلى أن تكون سياسية وتمكينية وانعكاسية. وأخيرًا يحاول باحثو الدراسات الثقافية الجسدية مناقشة التسلسل المفترض مسبقًا قبل ما يتم البحث عنه.

### المنهجية
تقوم الدراسات الثقافية الجسدية على العديد من مناهج تجميع البيانات، ففي بعض الأحيان يتم تطبيق مجموعة متنوعة من المناهج معًا من أجل عمل تحليلات ثرية متفقة مع السياق ومن منظورات متعددة للثقافة الجسدية. وتضم تلك المناهج: علم الإثنوغرافيا وعلم الإثنوغرافيا الذاتي والتحليل السياقي والتحليل الإعلامي وتحليل الخطاب وملاحظات المشاركين.